# Autographa mandarina
Autographa mandarina ist ein Schmetterling (Nachtfalter) aus Familie der Eulenfalter (Noctuidae).

## Merkmale

### Falter
Die Falter erreichen eine Flügelspannweite von 34 bis 38 Millimetern. Die Vorderflügeloberseite ist dunkelbraun bis dunkel rotbraun gefärbt und leicht marmoriert. Die große, silberweiß schimmernde, tropfenförmige Makel, die dem Gamma aus dem griechischen Alphabet ähnelt, ist stets ungeteilt. Arttypisch sind die metallisch schimmernden Querlinien. Die Hinterflügeloberseite ist hell graubraun gefärbt und zeigt einen leicht verdunkelten Außensaum. Am Kopf der Falter befindet sich ein dichtes Haarbüschel. Der Körper ist pelzig behaart und besitzt weitere kleinere Haarbüschel. 

### Raupe
Ausgewachsene Raupen sind grün gefärbt, auf dem Rücken leicht weißlich gesprenkelt und mit einem deutlichen weißlichen Seitenstreifen versehen, der im vorderen Teil dunkel angelegt ist. Aus kleinen schwarzen Punktwarzen ragen kurze, dünne Haare hervor. Der grüne Kopf ist an den Seiten schwarz. Die vorderen drei Beinpaare sind ebenfalls schwarz. Die Stigmen sind weiß.

### Ähnliche Arten
Die Ziest-Silbereule (Autographa pulchrina) ist im Gesamterscheinungsbild heller und rötlicher gefärbt, die silberne tropfenförmige Makel ist meist unterbrochen und die Querlinien schimmern nicht metallisch.

## Verbreitung und Vorkommen
Das Verbreitungsgebiet von Autographa mandarina zieht sich in einem schmalen Streifen von Polen und Fennoskandinavien über die Baltischen Staaten und Russland bis nach Japan. Bemerkenswert ist hierbei, dass sich die Art seit den 1980er Jahren von Russland langsam Richtung Westen ausbreitet. Die Art besiedelt bevorzugt offene, feuchte Wälder sowie Taigagebiete.

## Lebensweise
Die Falter fliegen zwischen Juni und September. Sie sind tag-, dämmerungs- und nachtaktiv, fliegen künstliche Lichtquellen an und können am Tage beim Saugen an Blüten beobachtet werden. Als Nahrungsquelle der Raupen dienen die Blätter einer Vielzahl niedriger Pflanzen, beispielsweise:
- Kratzdisteln (Cirsium)
- Wegeriche (Plantago )
- Löwenzahn (Taraxacum)
- Brennnesseln (Urtica) und
- Taubnesseln (Laminum)

Die Raupen überwintern und verpuppen sich überwiegend im Mai des folgenden Jahres.